# Guerra suevo-vàndala (419-420)
La guerra suevo-vàndala dels anys 419 i 420 va ser un conflicte bèl·lic que va enfrontar als vàndals assentats a Gallaecia contra els seus veïns sueus. L'Imperi romà d'Occident va intervenir en ajuda dels sueus i va impedir que els vàndals els vencés encara que, sembla, que el seu objectiu principal era acabar amb l'usurpador Màxim d'Hispània que es trobava entre ells. Amb tot, no van poder evitar que aquests fugissin a la Bètica i prenguessin el control de la província.

## Antecedents
L'any 411, alans, vàndals silings, vàndals asdings i sueus van acordar un repartiment de les províncies hispanes que havien envaït uns anys abans i en virtut del qual, asdings i sueus van haver de compartir la més petita d'elles: Gallaècia. Els quatre pobles van intentar arribar a un acord amb l'Imperi que legitimés, d'alguna manera, la seva ocupació una cosa en què només van tenir èxit els asdings i els sueus que van aconseguir ser reconeguts com a foederati.
Per al 416, l'Imperi va aconseguir refer-se de la greu crisi que havia travessat durant els deu anys anteriors i va obligar els visigots a que recuperessin Bètica i Lusitània en el seu nom com a condició per acordar la pau amb ells. Els vàndals asdings, per la seva banda, també van intervenir en la guerra com a aliats de Roma i van reconquerir per a ella la Cartaginense.
Després de les seves derrotes, els supervivents silings i alans van fugir cap al nord i es van unir als asdings el rei dels quals va adoptar el títol de Rex Vandalorum et Alanorum i que, amb aquestes incorporacions, van veure augmentar considerablement la població i el poder militar.

## Esclat i desenvolupament

Campanyes de sueus, vàndals i Imperi Romà d'Occident durant la guerra suevo-vàndala a Hispània.

L'inici de la guerra va ser conseqüència de dos elements: d'una banda, l'augment esmentat de població i poder dels asdings que va fer petit el territori on s'assentaven; de l'altra, la presència entre ells de l'usurpador Màxim d'Hispània qui havia governat com a emperador alternatiu a Tarraconensis entre 409 i 412 i que, després de la seva deposició, va trobar refugi entre els invasors assentats a Gallecia. En algun moment, durant la segona meitat de l'any 419, Màxim va tornar a proclamar-se emperador. Comptava amb el suport dels vàndals els qui repetien l'estratègia que havien seguit els visigots amb Prisc Àtal consistent a elevar a un emperador titella que donés una aparença de legitimitat a les seves actuacions.
La tensió amb els seus veïns sueus va portar que s'enfrontessin, aquest mateix any 419, a la batalla de les muntanyes Nervases (d'incerta localització encara que sembla que situats entre Lleó i Oviedo) on els vàndals van inclinar la balança a favor seu i van aconseguir envoltar els sueus. Aleshores, les notícies de les hostilitats i de la usurpació de Màxim ja havien arribat a les autoritats imperials els qui van organitzar un exèrcit i el van enviar a la zona al comandament del comte de les Hispànies Asteri. L'objectiu principal de l'Imperi era acabar amb Màxim encara que sembla que també buscava mantenir un equilibri de poder entre els dos pobles bàrbars o eliminar-los aprofitant el seu enfrontament. L'exèrcit Imperial va arribar iniciat l'any 420 i es va enfrontar als vàndals amb èxit de manera que aquests van haver d'aixecar el setge i abandonar Màxim a la seva sort. Es van dirigir, llavors, a Bracara Augusta (Braga) encara que Asteri no els va perseguir i va confiar que un altre exèrcit romà que arribava des de Lusitània al comandament de Maurocel se n'encarregués. En el seu lloc, va retornar a les casernes i va conduir a l'usurpador a Roma on aquest va ser executat.
Els vàndals, per la seva banda, es van trobar amb les tropes de Maurocel prop de l'esmentada Bracara Augusta i després de ser derrotats durant les primeres escaramusses, van optar per fugir cap a la Bètica sense que l'exèrcit Imperial fes res per evitar-ho.

## Final de la guerra i conseqüències
Un cop els vàndals es van establir a la Bètica, els sueus van mantenir el seu estatus d'aliats de l'Imperi i van poder controlar, sense oposició, tota la província de Gallaècia que fins aleshores havien hagut de compartir amb els vàndals. Els romans, per la seva banda, van considerar un èxit la seva intervenció, ja que havien pogut avortar, al començament, la nova usurpació de Màxim. De fet, Asteri va ser reconegut per això amb el títol de Patrici després del seu retorn a Ravenna.
No obstant això, el conflicte es va revelar aviat, realment, com un desastre per a l'Imperi ja van quedar deixalles, en gran part, els èxits obtinguts per Walia per a ell amb prou feines dos anys abans. En lloc de tenir dos pobles bàrbars pacificats i assentats a la petita província de Gallaècia, es van trobar amb uns sueus més poderosos i amb els vàndals instal·lats, de nou, a la rica província de Bètica.